# Красиловка (Ставищенский район)
Краси́ловка (укр. Красилівка) — село, входит в Ставищенский район Киевской области Украины.
Население по переписи 2001 года составляло 1010 человек. Почтовый индекс — 09445. Телефонный код — 4564. Занимает площадь 3,6 км². Код КОАТУУ — 3224283601.

## Известные уроженцы
В селе родился российский аналитик и блогер Анатолий Несмиян (Эль Мюрид).

## Местный совет
09445, Київська обл., Ставищенський р-н, с. Красилівка, вул. Леніна, 35